# کرابی
کرابی (به تایلندی: กระบี่) یک شهرک در تایلند است که در استان کرابی واقع شده‌است.

## نگارخانه

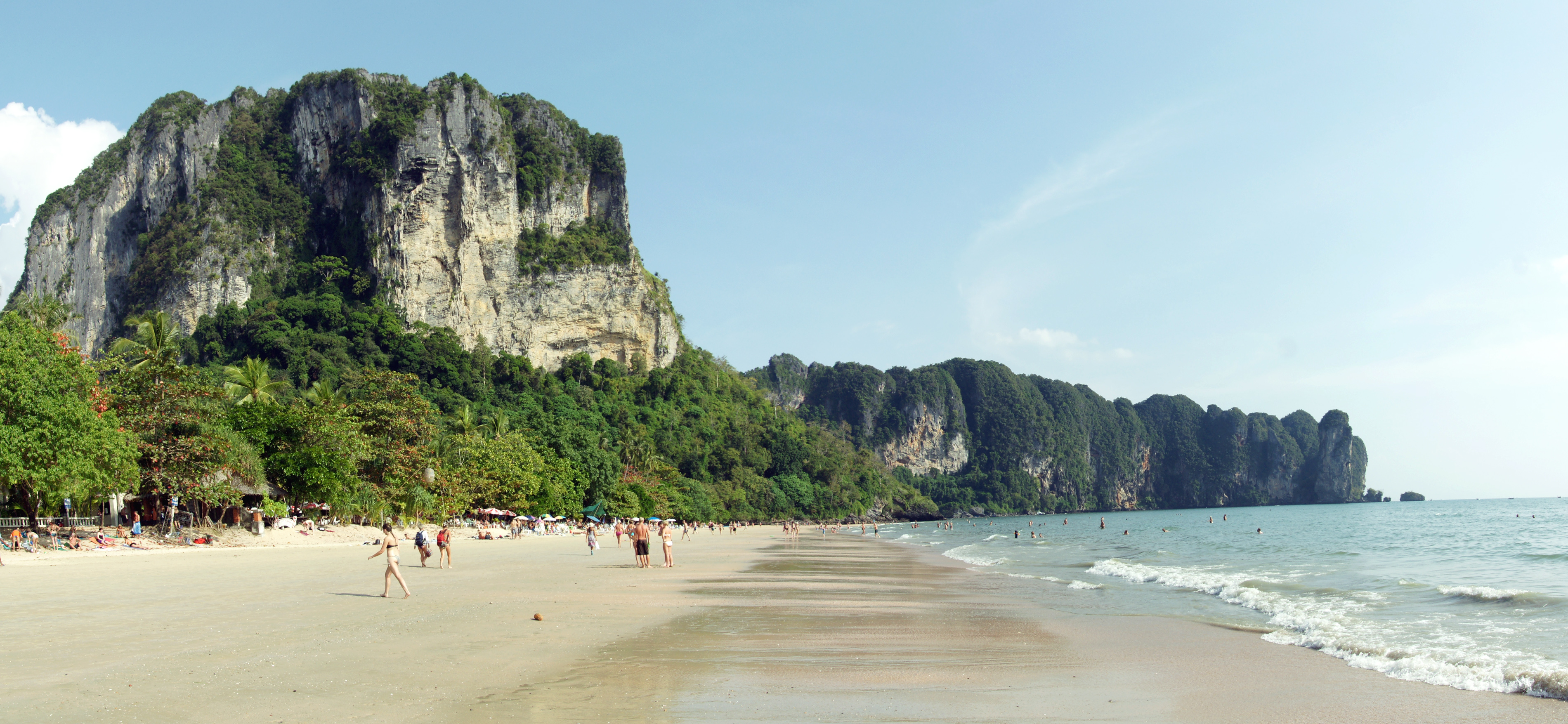
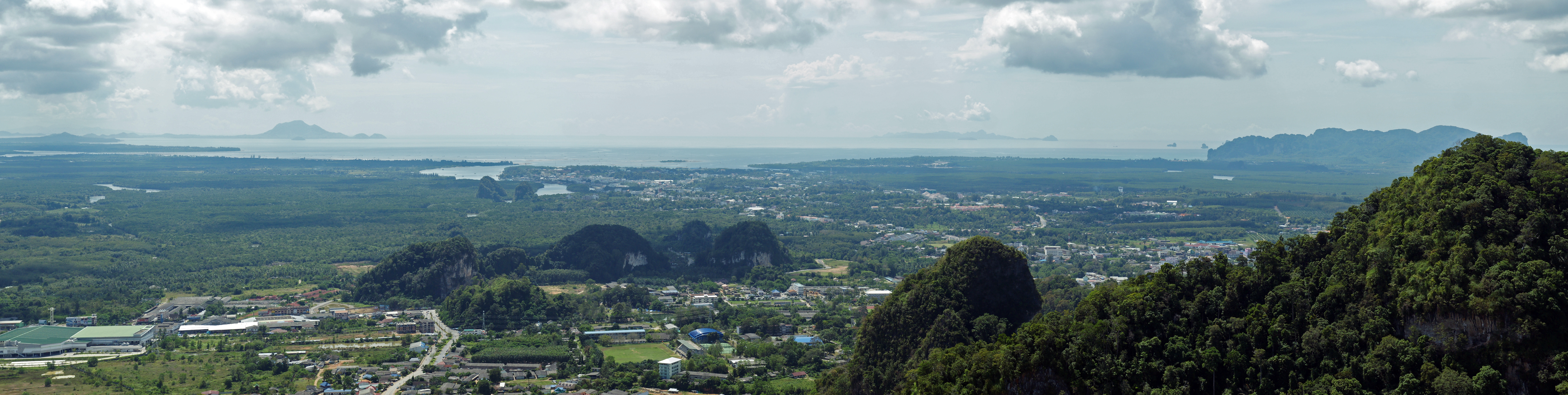
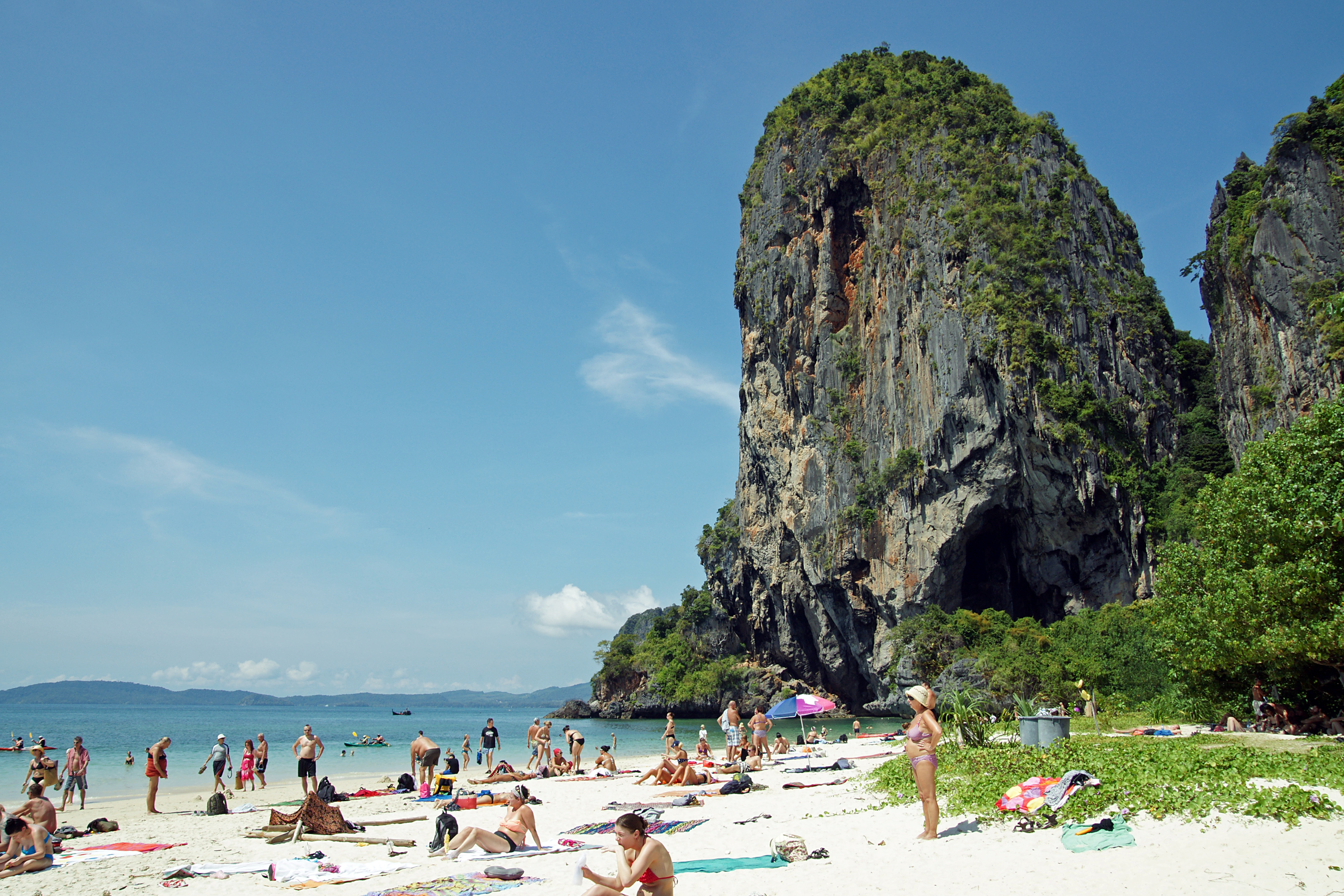
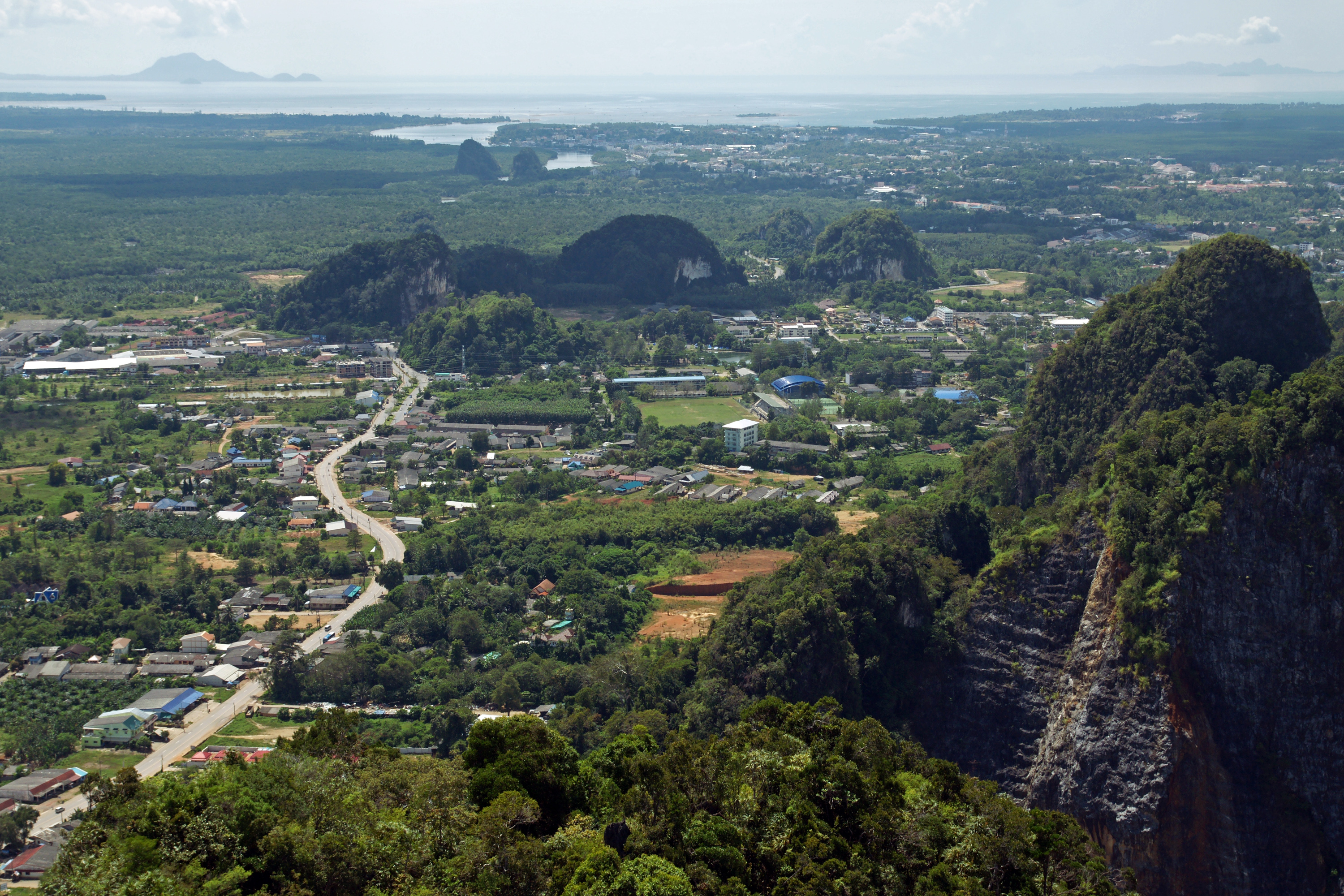

## خصوصیات
کرابی ۵۲٬۸۶۷ نفر جمعیت دارد.